# 段存明
段存明，中华人民共和国教育部长江学者讲座教授，密西根大学终身教授、分子细胞和发育生物学系副主任，主要从事细胞和分子水平上阐明肽类激素和生长因子等方面的研究工作。